# Битва під Заславом (1491)
Битва під Заславом — битва, в якій 25 січня (4 лютого) 1491 року об'єднані війська Волинської і Львівської земель завдали вирішального удару загарбницькому війську Великої Орди. Заключна битва, після битви під Копистрином (1487) і битви над Бугом (1489), у відбитті заволзької навали на Королівство Польське і Велике Князівство Литовське на тлі боротьби за політичний спадок хана Ахмата між його синами.

## Історичні відомості

### Ян з Торговиська
Одна з перших згадок про битву під Заславом взимку 1491 року знаходиться в записах перемиського єпископа Яна з Торговиська. За інформацією єпископа, татари вторглися на Русь на Різдво, після спустошення Любомля і Войславичів завернули назад. Під Заславом були розбиті у вівторок у день Навернення апостола Павла, позбавлені захопленої здобичі, полонених звільнено. Під час битви отримав важке поранення львівський каштелян Миколай Ходецький, від якого помер через кілька днів у Львові.

### Волинський короткий літопис
Інакше подає цю подію Волинський короткий літопис, у історично достовірному викладі сучасника події, очевидно священника Собору Успіння Пресвятої Богородиці:
|  | Надійшли татари заволзькі на Волинську землю десять тисяч, багато зла учинили у Волинській землі і в Ляській. Володимирі церкви Божі попалили і велику Пречистої церкву муровану і місто, а людей по містах і по селах, і по дорогах без числа посікли й у полон побрали. І зібралися волинці з ляхами, з Божою поміччю і Пречистої Його Матері наздогнали їх поблизу Заслава і побили поганців і полон відполонили, мало що їх утекло і ті від зими вимерли, не дійшовши своїх улусів. Над волинцями був староста луцький князь Семен Юрійович Гольшанський. Тоді невідомо <як це сталося> може Бог <допоміг> християнам <здобути перемогу> над поганцями, мало що наших вбито, менше десяти, а їх убитих поганців 8000. —Оригінальний текст (ст.-слов.) B лѣто 6999 [1491]. Приходиша татарове завольскыи на Волыньскую землю десять тысящь, много зла сътвориша y Волыньскои земли и в Лядскои. Володимери церкви божии пожгли и великую церковь Пречистое мурованую и мѣсто, a людеи по мѣстом и по селом, и по дорогам без числа посекли и в полон побрали. И събрашася волынци з ляхи, божиею помощию и пречисте его матере угониша их недалече от Жеславля и побиша поганых и полон отполониша, мало нечто втекло их и тыя от зимы измроша, не дошедших своих влусов. Над волынци был старостою луцким князь Семеон Юрьевичь Голшанскыи. Тогды невидимо може бог христианом над погаци, мало нечто наших убито, ниже и десяти, a их убитых поганцовь 8000. |

## Інтерпретація
На Різдво 1490 року великоординські татари вторглися на Волинь, спустошили Володимир, в тому числі спалили мурований собор Успіння Пресвятої Богородиці — окрасу міста часів Київської Русі. Татарські загони перетнули Буг і здійснили напади на Любомль і Войславичі у десяти милях від Любліна, захоплюючи ясир і знищуючи все довкола.
З огляду на небезпеку, відклавши запланований візит до Прусії, король польський і Великий князь Литовський Казимир Ягеллончик терміново прибув до Любліна і закликав до зброї шляхту Львівської землі і посполите рушення Волині.
4 лютого (25 січня за Юліанським календарем) 1491  року під Заславом над Горинем об'єднані війська руських земель під командуванням львівського каштеляна Миколая з Ходча «Галицького» і Семена Гольшанського — маршалка Волинської землі, наздогнали і повністю розбили десятитисячне татарське угруповання. Лише деяким, «не більше п'ятдесяти», вдалося втекти, але через несприятливі погодні умови майже всі вони замерзли по дорозі до табору біля Дніпра.
Від отриманого під час битви поранення Миколай Ходецький помер через кілька днів доправлений до Львова. Його, разом з іншими героями битви — Яна Язловецького і Якуба Бучацького, вдячні львів'яни зустрічали викочуючи на вулиці діжки з пивом і висипаючи гарнцями овес для коней
На думку ряду польських авторів, зокрема Александра Брюкнера, ще того ж року татари були змушені покинути Придніпров'я і повернулися у свої володіння за Волгу
В англомовній історичній літературі поширена версія про те, що об'єднаними волино-галицькими військами у битві, без уточнення про безпосередність, командував польський король і Великий князь Литовський Казимир Ягеллончик або його син Ян Ольбрахт.
Командування в переможній битві королю Казимиру Ягеллончику приписував також польський історик Фелікс Конечний. Слідом за Фридериком Папе Конечний переповідав, що золотоординські хани Ахматовичі (Саїд Ахмат, Шейх Ахмат) після вигнання з руських земель Великого Князівства Литовського, ще протягом літа 1491 року кочували з-над Самари, Орелі до Овечої Води.
Судячи з усього, командування Казимира Ягеллончика було суто номінальним, а основний тягар битви взяли на себе командувачі військ руських земель, один з яких не пошкодував власного життя для перемоги над ворогом.
Королевич Ян Ольбрахт не міг в цей час командувати волино-галицькими військами бо на чолі власного загону добивався корони Святого Стефана під Кошицями.
Перемога в битві під Заславом мала вирішальне значення в завершенні чотирирічної боротьби з навалою Великої Орди, після якої Україна була настільки спустошена, що навіть не становила інтересу для набігів Менглі Ґірая.
Останній на весні 1491 року писав у листі до великого московського князя Івана Васільєвіча: «Ахматовим дітим тей зіми ногі подрізав, коні єсьми взяли у него без останку; нініча какби ім отойти, іно сил нєт, вельми нініча охудили, рать іх королев син побив».